# Опера Земпер
Опера Земпер је оперска кућа и концертна дворана у Дрездену на истоку Немачке. У њој ради Саксонска државна опера (Sächsische Staatsoper Dresden), ту наступа Саксонски државни оркестар (Staatskapelle Dresden) и ансамбл балета (Semperoper Ballett). Зграда се налази близу реке Елбе у историјском центру града. 
Опера Земпер има дугу историју првих извођења значајних опера, укључујући дела Рихарда Вагнера и Рихарда Штрауса.

## Историја
Прву зграду је конструисао архитекта Готфрид Земпер 1841. После пожара 1869. Земпер је дао допринос у обнови која је трајала до 1878. После разарања у Другом светском рату зграда је поново, трећи пут, реконструисана 1977-1985. Архитектонски, здање је остало споља идентично, али је увећана велика сала, смањен је број седишта и унапређена сценска техника. Опера је поново почела са радом 13. фебруара 1985.